# Melinòfags
Els melinòfags (en llatí Melinophagi, en grec antic Μελινοφάγοι) eren un poble de Tràcia a la costa de l'Euxí, prop de Salmidesos, del que parla Xenofont. Possiblement és el mateix poble que Estrabó anomena asti (Ἀστοί) i situa a la mateixa zona.